# Matulevičius
Matulevičius ist ein litauischer männlicher Familienname, abgeleitet von Matas.

## Weibliche Formen
- Matulevičiūtė (ledig)
- Matulevičienė (verheiratet)

## Personen
- Algimantas Matulevičius (1948–2024), Politiker, Mitglied des Seimas
- Deivydas Matulevičius (* 1989), litauischer Fußballspieler
- Jonas Matulevičius (* 1957), Politiker, Bürgermeister von Lazdijai
- Juozas Matulevičius (1946–2016), Politiker, Bürgermeister von Kaišiadorys, Mitglied des Seimas
- Vytautas Antanas Matulevičius (* 1952), TV-Journalist und Politiker